# Alain Lance
Pour les articles homonymes, voir Lance et Lance (homonymie).
Alain Lance, né le 18 décembre 1939 à Bonsecours, en Seine-Maritime, est un écrivain, poète et traducteur français.

## Biographie
Alain Lance étudie l'allemand à Paris et à Leipzig, puis enseigne à Paris et en Iran.
De 1985 à 1991, il dirige l'Institut français de Francfort-sur-le-Main, puis celui de Sarrebruck jusqu'en 1994 et ensuite, jusqu'en 2004, la Maison des écrivains et de la littérature à Paris.
Il a publié des poèmes et traduit en français des auteurs comme Volker Braun, Franz Fühmann, Ingo Schulze et Christa Wolf.
En 1996, il reçoit le prix Tristan-Tzara pour Distrait du désastre et, en 2001, le prix Guillaume-Apollinaire pour Temps criblé.
Membre de l'Académie des arts de Saxe depuis 2001, Alain Lance habite à Paris.

## Publications
- Les Réactions du personnel, Paris, Éditeurs français réunis, 1977
- La première atteinte, Paris, La Répétition, 1979
- Ouvert pour inventaire, Paris, Éditions Belfond, 1984
- Comme une frontière, dessin inédit de Pierre Getzler, Gigondas, Atelier des Grames, 1989
- Distrait du désastre, dessin de Catherine Marchadour, Plombières-lès-Dijon, Ulysse fin de siècle, 1995
- Temps criblé : poèmes 1962-1999, Sens, Éditions Obsidiane, 2000
- Quatrains pour Esteban, Saint-Benoît-du-Sault, Triages A&L-Éd. Tarabuste, 2005
- Longtemps l'Allemagne, Saint-Benoît-du-Sault, Tarabuste, 2007
- Coupures de temps : carnets 1983-1986, Saint-Benoît-du-Sault, Tarabuste éditeur, 2015
- Fantômémoires, Saint-Benoît-du-Sault, Tarabuste éditeur, 2018
- En marge de l'oubli, Saint-Benoît-du-Sault, Tarabuste éditeur, 2025

## Récompenses et distinctions
- 1996 : Prix Tristan-Tzara
- 2001 : Prix Guillaume-Apollinaire
- 2012 : Prix Eugen-Helmlé, avec Renate Lance-Otterbein, prix attribué à un traducteur.